# 福知山西駅
福知山西駅（ふくちやまにしえき）は、かつて京都府福知山市天田にあった北丹鉄道の駅（廃駅）である。北丹鉄道の本社と車庫が併設されていた。

## 歴史
当駅は1923年（大正12年）9月、北丹鉄道の開業に合わせて開業した。当初の駅名は福知山町駅（ふくちやまちょうえき）であったが、同年12月には福知山西駅に改称されている。
北丹鉄道は1971年（昭和46年）3月に営業を休止し、そのまま1974年（昭和49年）2月末に廃止許可、当駅もこの時廃止された。廃止後の駅には車両3両（DB5L2、ハ12、DLC1）が長い間置かれていたが、1983年（昭和58年）頃に撤去されており、3両とも現存しない。

### 年表
- 1923年（大正12年）
  - 9月22日：北丹鉄道の福知山 - 河守間開業に伴い、福知山町駅として開業[2][7]。
  - 12月17日：福知山西駅に改称[3][8]。
- 1953年（昭和28年）9月25日：台風13号による水害のため17日間の営業休止となる[9]。その後、当駅を含む福知山 - 下天津間で折り返し運転を開始[9]。
- 1954年（昭和29年）7月28日：水害復旧により全線営業再開となる[9]。
- 1961年（昭和36年）9月8日：第2室戸台風による水害のため47日間の営業休止となる[9]。
- 1971年（昭和46年）3月1日：北丹鉄道が営業休止[10]、当駅も休止となる[2]。
- 1974年（昭和49年）2月28日：北丹鉄道が廃止許可[10]、当駅も廃駅となる[2]。

## 駅構造
北丹鉄道では一番規模の大きな駅であったが、ホームは1面のみ、線路はホームに接する発着線1本のほかに機回し線と車庫への引き込み線がそれぞれ1本ずつという簡単な構造であった。引き込み線ははじめ2本あったが、北丹鉄道がバスの運行を始めると1本撤去され、空いた分の敷地はバスの整備場に転用された。
駅舎は北丹鉄道の本社屋を兼ねたもので、木造2階建て。駅員が配置されていた。北丹鉄道は隣の起点駅福知山に駅員を配置していなかったため、福知山駅での業務は当駅から上り列車に乗車した駅員によって行われた。その後、折り返しの便まで時間がある場合は、客車を同駅に置いたまま駅員と動力車を当駅にいったん回送していた。

## 駅周辺
駅は当時の福知山の市街地西北の外れに位置していた。周辺には野原が広がっており、田園風景が見られたが、現在は住宅街となっている。
- 福知山市立昭和小学校
- 福知山市立昭和幼稚園

## 駅跡
当駅の跡地は「西駅公園」という公園になっており、一角にはホームとレールが敷かれている。かつては鉄道公園として駅跡に北丹鉄道ゆかりの車両が置かれていたが、駅構内だった場所は住宅地に変わり、駅前広場だった場所が公園として整備された。公園内には駅名標を模したモニュメント、当地に本社があったことを示す「北丹鉄道本社跡」の石碑があり、駅前に生えていたカシやモクセイの木も残っている。なお、福知山市内にある福知山鉄道館ポッポランドには、当駅舎内が当時の雰囲気のまま再現されている。
公園には北丹鉄道2号機の実物大レプリカが展示されている。レプリカは北丹鉄道営業当時の雰囲気を伝えるモニュメントとして福知山市がおよそ3,500万円をかけて製作、2004年（平成16年）4月に設置された。かつては国鉄C58形蒸気機関車56号機が静態保存されていたが、これは1999年（平成11年）9月にポッポランドへ移設されている。同機は市内の倉庫に放置されていたものを有志が整備したもので、1983年（昭和58年）より公園内で展示されていたが、住宅街の中という立地で人目に付きにくかったことからポッポランドの開館（1998年）を機に展示場所が移された。
公園から北西方向に伸びる、緩やかにカーブした道路は北丹鉄道の線路跡である。北丹鉄道は当駅から先、下川駅に向かって由良川の河川敷を走行していた。

## 隣の駅
北丹鉄道
北丹鉄道線
福知山駅 - 福知山西駅 - 下川駅